# 21-ша авіаційна база (Чехія)
21-ша «Зволенська» база тактичної авіації (чеськ. 21. základna taktického letectva) — складова ВПС Чехії.
Розташована в окрузі Кутна Гора Середньочеського краю у центрі країни. Тут базується 21-ше винищувальне авіакрило, озброєне літаками JAS 39 Gripen. Командувач — бригадний генерал Ярослав Томаня.

## Історія
Аеродром під Чаславом був побудований у 1952—1954 роках як резервний: одразу після спорудження ЗПС тут тимчасово базувалися 2-й навчальний та 6-й і 8-й винищувальні авіаполки. Починаючи з кінця 50-х тут розташовувався штаб 6-ї винищувальної (згодом — 34-ї винищувально-бомбардувальної) авіаційної дивізії та 22-й (28-й) авіаполк на літаках МіГ-15 і МіГ-15УТІ, які зрештою замінили на Су-7, а їх — на МіГ-21/МіГ-23.
1 січня 1995 року тут була створена 4-та винищувальна авіабаза у підпорядкуванні 4-го корпусу ППО у складі трьох винищувальних ескадрилей, озброєних МіГ-23 та МіГ-21 декількох модифікацій і Л-39; у 1999 році база отримала почесну назву «Зволенська», а 1 грудня 2003 року реорганізована у 21-шу базу тактичної авіації.

## Сучасність
Аеродром є складовою системи протиповітряної та протиракетної оборони НАТО (англ. NATO Integrated Air and Missile Defence System, NATINAMDS); у травні 2025 року пілоти з Часлава були основою чеського контингенту, що  патрулював повітряний простір Ісландії.
У травні 2012 поблизу бази зазнав аварії (без жертв) Ан-30 ВПС РФ зі змішаним російсько-чеським екіпажем.